# Nolann Le Garrec

a Compétitions nationales et continentales officielles uniquement.

b Matchs officiels uniquement.
Dernière mise à jour le 19 juillet 2025.
Nolann Le Garrec, né le 14 mai 2002 à Vannes, est un joueur international français de rugby à XV jouant au poste de demi de mêlée.

## Biographie

### Jeunesse et formation
Né à Vannes, en Bretagne, la famille Le Garrec est profondément liée au RC Vannes : le grand-père de Nolann, Alain Le Garrec, a été éducateur sportif au club pendant de nombreuses années, alors que son père Goulven, ancien joueur de l'UBB et du RCV, a été entraîneur du club et est en 2020 l'entraîneur de la charnière vannetaise,.
C'est ainsi logiquement que Nolann Le Garrec commence à jouer au rugby à Vannes dès l'âge de 8 ans,, glanant un premier titre national avec les moins de 14 ans vannetais en 2016.
À la recherche de nouveaux défis en dehors du cocon familial, il quitte le RCV pour un bref passage au pôle espoirs de Tours, avant de rejoindre le centre de formation du Racing 92 en 2017, où il remporte un nouveau titre national, avec les moins de 16 ans en 2018. Il connait cette année également ses premières sélections en équipe de France des moins de 16 ans.
À l'été 2018 il est sélectionné pour la tournée avec les moins de 18 ans français,,. Titulaire lors de tous les matchs contre la Western Province, l'Afrique du Sud, l'Angleterre et le pays de Galles, il est également capitaine sur l'ensemble de ces rencontres,,,.
Après avoir passé son Bac section S en 2019 — Nolann ayant sauté une classe — il commence des études à l'EDHEC, en parallèle de sa carrière rugbystique,.
Lors de la saison 2019-2020, alors que le jeune breton a déjà obtenu une dérogation pour jouer avec les espoirs — il a seulement 17 ans à ce moment-là — il en obtient également une pour jouer avec les moins de 20 ans lors du Tournoi des Six nations 2020. Il se retrouve ainsi titularisé dès sa première sélection en ouverture du tournoi contre l'Angleterre. Accumulant 4 sélections dont 3 titularisations, le tournoi se terminant précocement pour cause de pandémie. C'est même la saison qui est ainsi terminée, privant Nolann et son équipe du Championnat du monde junior de cette année.

### Débuts professionnels (2020-2022)
C'est finalement lors de la saison 2020-2021 que Nolann Le Garrec glane ses premières feuilles de match en Top 14 avec son club du Racing. Il connait sa première titularisation à Marcel-Deflandre contre le Stade rochelais le 22 novembre 2020, dans un match compliqué face à son vis-à-vis Tawera Kerr-Barlow, où le Racing parvient à arracher le bonus défensif. Il termine la saison avec plus d'une dizaine de matchs joués. Cette année-là, Le Garrec intègre également le Pôle France.
L'échec du Racing en demi-finale du Top 14 permet à Le Garrec d'être libéré, et de rejoindre les Bleuets pour le Tournoi des Six nations. Il entre en jeu le 25 juin, lors du deuxième match du tournoi contre l'Italie, que la France remporte sans briller (13-11). Il est nommé capitaine face au pays de Galles la semaine suivante et prend toute sa part dans la victoire des Bleuets (36-19).  
Au début de la saison 2021-2022, Nolann Le Garrec accumule les feuilles de matchs, jouant les cinq premiers matchs de son club et étant titulaire lors de deux d'entre eux. Il marque notamment les esprits lors du match face à Clermont, lors de la 5e journée, où, malgré la défaite, il rend une copie propre, marquant un essai et 12 des 17 points de son équipe. Il est d'autant plus sollicité que Teddy Iribaren doit mettre fin à sa saison, blessé au genou, et que Maxime Machenaud doit partir l'année suivante pour Bayonne, le staff désirant former la relève. Il marque les esprits par sa gestion et son assurance dans le jeu. Blessé à l'épaule face à Brive début novembre, il est éloigné des terrains pendant quatre mois, ce qui force le Racing à recruter l'australien Mitch Short (en),. Le Garrec reprend la compétition fin mars face aux Rochelais. Il participe aux phases finales européennes du Racing, marquant 55 points en quatre matchs.
Éliminé avec son club en demi-finale de Coupe d'Europe face à La Rochelle et en barrage de Top 14 par l'Union Bordeaux Bègles, il est sélectionné pour jouer un match le 19 juin 2022 avec les Barbarians face à l'Angleterre par Fabien Galthié,.

### Numéro un en club et débuts en bleu (2023-2025)
En janvier 2023, à seulement 20 ans, il est appelé pour la première fois en équipe de France, par Fabien Galthié, pour participer au Tournoi des Six Nations 2023,. Il profite des absences sur blessure de Maxime Lucu et Baptiste Couilloud pour être convoqué. Cependant, bien que présent sur la feuille de match comme remplaçant lors du premier match face à l'Italie, il n'entre pas en jeu et ne prend part à aucune des rencontres des Bleus lors du Tournoi,.  
À l'issue de la saison 2022-2023, il est nommé pour l'Oscar d'Or aux Oscars du Midi olympique, récompensant le meilleur joueur français de la saison.
Lors de la saison 2023-2024, le Racing prend rapidement l'ascendant, devenant leader du championnat au bout de huit journées. Nolann Le Garrec joue un rôle important dans cette domination, occupant la place de titulaire régulièrement pour mener le jeu francilien. Il devient également un finisseur prolifique, notamment lors d'un mois de décembre où il inscrit sept essais toutes compétitions confondues, dont un triplé face à Oyonnax. Puis, il est appelé par Fabien Galthié pour préparer le Tournoi des Six Nations 2024, dans un groupe où seul Maxime Lucu est présent à son poste, Antoine Dupont se préparant aux Jeux olympiques avec l'équipe de France de rugby à sept. Lors du premier match face à l'Irlande, il entre à la 64e minute, apportant son dynamisme mais ne pouvant empêcher la défaite des siens (17-38). Une semaine plus tard il est de nouveau remplaçant face à l'Écosse, connaissant alors sa deuxième sélection. Le 10 mars, il joue contre le pays de Galles : avec un essai marqué, il est nommé homme du match.
Avec le Racing, sa fin de saison 2023-2024 est amputée par une blessure à l'épaule, nécessitant une opération, et lui faisant également manquer la tournée de l'équipe de France en Amérique du Sud.
Le 13 août 2024, le Racing 92 annonce que le demi de mêlée ne prolongera pas son contrat à l'issue de la saison 2024-2025. En effet, ce dernier s'est engagé pour quatre saisons au Stade rochelais à partir de la saison suivante,.
En équipe de France, il est à nouveau sélectionné pour le Tournoi des Six Nations 2025,. Il commence la compétition dans un rôle de doublure d'Antoine Dupont, disputant les deux premiers matchs de la compétition comme remplaçant,. Il perd ensuite sa place au profit de Maxime Lucu à partir du match face à l'Italie. Il retrouve toutefois le groupe bleu pour le dernier match du Tournoi face à l'Écosse, profitant de la blessure de Dupont. Il participe ainsi à la victoire de son équipe, qui remporte le Tournoi à cette même occasion.
Avec le Racing, alors que son équipe termine la saison à une décevante dixième place, il joue son dernier match sous les couleurs ciel et blanches le 31 mai 2025 face à Montpellier,.

## Statistiques en équipe nationale
Au 19 juillet 2025, Nolann Le Garrec compte 13 sélections, dont 5 en tant que titulaire, depuis sa première cape face à l'Irlande, le 2 février 2024 pour trois essais marqués. Il a pris part à eux éditions du Tournoi des Six Nations en 2024 et 2025.
| Année | Compétition | Matchs | Points | Essais | Transf. | Drops | Pénal. |
| ----- | ----------- | ------ | ------ | ------ | ------- | ----- | ------ |
| 2024  | Six Nations | 5      | 10     | 2      | -       | -     | -      |
| 2024  | Test matchs | 2      | -      | -      | -       | -     | -      |
| 2025  | Six Nations | 3      | -      | -      | -       | -     | -      |
| 2025  | Test matchs | 3      | 30     | 1      | 5       | -     | 5      |
| Total | Total       | 13     | 40     | 3      | 5       | -     | 5      |

| Numéro | Date            | Lieu                               | Adversaire       | Compétition                  | Résultat | Score |
| ------ | --------------- | ---------------------------------- | ---------------- | ---------------------------- | -------- | ----- |
| 1      | 10 mars 2024    | Millennium Stadium, Cardiff        | Pays de Galles   | Tournoi des Six Nations 2024 | Victoire | 24-45 |
| 2      | 16 mars 2024    | Groupama Stadium, Décines-Charpieu | Angleterre       | Tournoi des Six Nations 2024 | Victoire | 33-31 |
| 3      | 19 juillet 2025 | Waikato Stadium, Hamilton          | Nouvelle-Zélande | Test match                   | Défaite  | 29-19 |

## Palmarès

### En club
Néant

### En équipe nationale
- Vainqueur du Tournoi des Six Nations en 2025 avec l'équipe de France

### Distinctions personnelles
- Oscars du Midi olympique : Oscar Espoir 2022[54]